# Harper (Kansas)
Harper is een plaats (city) in de Amerikaanse staat Kansas, en valt bestuurlijk gezien onder Harper County.

## Demografie
Bij de volkstelling in 2000 werd het aantal inwoners vastgesteld op 1567.
In 2006 is het aantal inwoners door het United States Census Bureau geschat op 1445, een daling van 122 (-7,8%).

## Geografie
Volgens het United States Census Bureau beslaat de plaats een oppervlakte van
3,3 km², geheel bestaande uit land. Harper ligt op ongeveer 432 m boven zeeniveau.

## Plaatsen in de nabije omgeving
De onderstaande figuur toont nabijgelegen plaatsen in een straal van 24 km rond Harper.